# Hibiscus faulknerae
Hibiscus faulknerae är en malvaväxtart som beskrevs av K. Vollesen. Hibiscus faulknerae ingår i Hibiskussläktet som ingår i familjen malvaväxter. Inga underarter finns listade i Catalogue of Life.